# Brixham

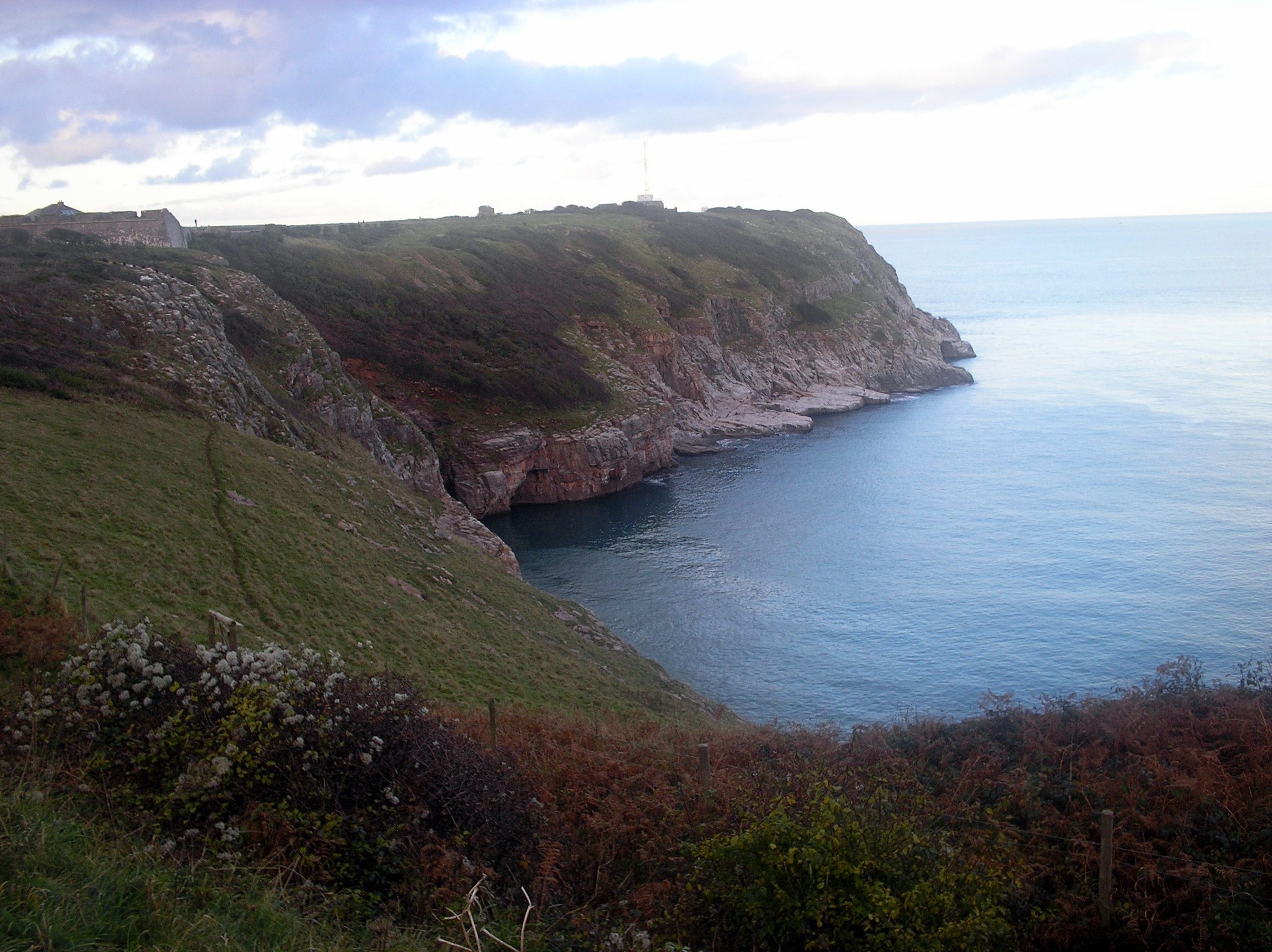
Berry Head

Brixham es una parroquia civil situada en la autoridad unitaria de Torbay, en Devon, Inglaterra (Reino Unido). Según el censo de 2021, tiene una población de 16 800 habitantes.
Es una localidad portuaria situada en la región conocida como English Riviera, designada "Geoparque Global" por la UNESCO.